# انتخابات المجالس البلدية الأردنية 2013

أجريت الانتخابات المحلية في الأردن في 27 أغسطس 2013 لانتخاب المجالس البلدية والمحلية. عدد أعضاء مجلس النواب السابع عشر (150) مقعداً، موزعين: 123 مقعداً للدوائر الانتخابية المحلية من بينها 15 مقعداً تم تخصيصها للكوتا النسائية، و9 مقاعد للمسيحيين، و9 مقاعد للبدو، و3 مقاعد للشركس والشيشان. 27 مقعدا للدائرة العامة.